# Xenokeroplatus riparius
Xenokeroplatus riparius är en tvåvingeart som beskrevs av Loïc Matile 1990. Xenokeroplatus riparius ingår i släktet Xenokeroplatus och familjen platthornsmyggor. Inga underarter finns listade i Catalogue of Life.